# Taschksee
Der Taschksee, auch Täschksee oder Tashk-See (persisch دریاچه طشک Daryātsche-ye Taschk) ist ein Salzsee in der iranischen Provinz Fars im südlichen Zagros-Gebirge, inmitten großer Gebirgszüge mit bis zu 2500 m Höhe über dem Meeresspiegel. Er befindet sich unmittelbar nördlich des Bakhtegansees, ungefähr 80 km östlich von Schiras. Gemeinsam werden die Seen (Bild) auch Neyrizseen genannt. Die Seen sind meist durch einen kleinen Landstreifen getrennt, aber in feuchteren Zeiten vereinen sie sich. Sie liegen in einer wüstenhaft geprägten Landschaft in 1525 m Höhe.
In Millionen von Jahren hat der Regen Mineralien aus dem umliegenden Gestein ausgewaschen und in den Taschksee befördert. Nach langen Trockenperioden trocknet der abflusslose See aus und hinterlässt das auskristallisierte Salz im Uferbereich. So entsteht der hohe Salzgehalt und ein fantastisches Farbenspiel an komplexen Mustern. Wirtschaftlich interessant ist die Region durch ihre hohen Vorkommen an Zinkblende. Doch die wahre Schönheit der Bergwüste Irans offenbart sich erst beim Blick aus dem All: Wie ein großer geschliffener Diamant mit einer ringförmigen Struktur präsentiert sich der Salzsee.
Gespeist wird der Taschksee durch den Überlauf der Sümpfe im Westen sowie durch das Wasser einer großen Quelle im Nordosten.
Tausende von Wasservögeln versammeln sich Jahr für Jahr auf ihren langen Routen an dem See, der dem Nationalpark Bakhtegan angehört.

## Exkurs Salzsee
In trockenen Gebirgstälern oder intramontanen Becken bilden sich permanente oder temporäre Seen – sogenannte Salzseen oder Playas. Solche Seen sind deshalb Bildungsort von gelegentlich sehr ungewöhnlichen Evaporitmineralien, bspw. Soda (Natriumcarbonat) oder Borax (Natriumborat) und anderen Salzen. Das Wasser solcher Playas kann ausgesprochen basisch reagieren; als Trinkwasser ist es aufgrund des hohen Salzgehaltes ungenießbar, gesundheitsschädlich oder sogar giftig.